# Йонна връзка
Йонната химична връзка възниква между атомите на елементи, които се различават много по своята електроотрицателност. Според немския учен Валтер Косел при взаимодействие между атомите на такива елементи единият от тях отдава, а другият приема електрони и те се превръщат в противоположно заредени йони. Йонната връзка се осъществява вследствие на електростатичното взаимодействие на йоните. От тази идея на Косел се оформя представата за йонна връзка. За разлика от ковалентната връзка, йонната няма насочен характер, поради това, че електричното поле, създавано от йоните е със сферична симетрия. При взаимодействие на два противоположни йона не се постига пълна (взаимна) компенсация на полетата им и те запазват способността си да привличат други йони. Това определя всеки йон да е обграден с различен брой противоположни по заряд йони. Този брой зависи от йонния радиус и силите на отблъскване между еднаквите по заряд йони. Всички съединения с йонна връзка са кристални вещества. Целият кристал може да се разглежда като една гигантска молекула, състояща се от много йони. Само в газообразно състояние, при висока температура, могат да съществуват отделни, неасоциирани молекули. Йонната връзка може да се разглежда като гранична полярна връзка, и възникват между атоми на химични елементи с противоположен химичен характер – метален и неметален. Йонната химична връзка се отличава с голяма здравина. Тя трудно се разкъсва. Единичните електрони на натриевите и хлоридните атоми образуват обща електронна двойка. Хлорният атом привлича изцяло към себе си общата електронна двойка и се превръща в отрицателен йон. Натриевият атом – в положителен йон:
2Na + Cl2 → 2Na+Cl-